# Ярът
Ярът е природна забележителност в България. Намира се в землището на село Турия, община Павел баня.
Обявена е на 29 декември 1973 г. с цел опазване на скални образувания – земни пирамиди. Обхваща площ от 5,2 ha.
На територията на природната забележителност се забранява:
- сеченето, кастренето и повреждането на дърветата, а също така и изкореняването на всякакви растения;
- пашата на добитък през всяко време;
- преследването на диви животни, птици и техните малки и развалянето на гнездата или леговищата им;
- разкриването на кариери за всякакви инертни и други материали, увреждането или изменението на естествения облик на местността, включително и на водните течения;
- чупенето, драскането и повреждането по какъвто и да е начин на скалните и земни образувания, на сталактитите и други формации в пещерите;
- извеждането на интензивни и голи главни сечи.[1]

Разрешава се извеждането на санитарна сеч и отсичането на престарели и с влошени декоративни качества дървета.